# Genci Nimanbegu
Genci Nimanbegu (ur. 6 września 1971 w Ulcinju) – czarnogórski polityk narodowości albańskiej, deputowany do Zgromadzenia Czarnogóry. W 2021 roku został przewodniczącym Nowej Siły Demokratycznej.